# Монастырь Преподобного Иова Почаевского (Ладомирова)
Монастырь преподобного Иова Почаевского в Ладомировой (словац. Monastier prepodobného Jova Počajevského v Ladomirovej) — православный мужской монастырь, действовавший с 1923 по 1946 годы в селе Ладомирова (ныне район Свидник, Словакия). Монастырь (братство Иова Почаевского) формально находился в юрисдикции Мукачевско-Пряшевской епархии Сербской православной церкви, однако фактически руководство осуществлялось Виталием (Максименко). В монастыре проживали многие известные священнослужители и монашествующие РПЦЗ. Обитель, содержащая собственную типографию, была известна своей энергичной и широкомасштабной деятельностью по изданию и распространению религиозной литературы. Братство сыграло важную роль в распространении православия в Словакии.
1 августа 1944 года почти все начальники покинули монастырь, бежав от наступающей Красной армии. В монастыре остались только трое насельников во главе с игуменом Саввой (Струве). 15 ноября 1944 года в Ладомирову вошли части Красной армии. Территория монастыря сильно пострадала от налётов. Из монастырских зданий сохранилась только церковь во имя Архангела Михаила. Монашеская община при Михайло-Архангельском храме де-юре прекратила существование в 1946 году. Хотя руководство Православной церкви Чешских земель и Словакии планировало возродить монастырь, это так и не было осуществлено. Тем ме менее, Ладомирова до сих пор остаётся местом православного паломничества.

## История
Северо-Восточная Словакия была районом, где люди жили в сложных экономических и социальных условиях. Здесь жили словаки, украинцы, русины и поляки. Они принадлежали к разным конфессиям. В приходе Ладомирова были также греко-католические пасторы: Кароль Ладомерски (1870—1907), Ян Лацко (1908—1917), Августин Шудич (1917—1921), Адальберт Шудич (1921—1923). Последние два были причиной того, что народ не мог вынести великого угнетения с их стороны, и поэтому они потребовали возвращения православия и православного священника. В хронике Николая Бойко говорится, что после Первой мировой войны некоторые семьи не смогли выплатить церкви так называемую роковину, поэтому верующие под руководством Михаила Шкурлы заявили, что они обойдутся без греко-католического священника, они ничего не потеряют, а православный приходской священник удовлетворит их религиозные потребности.
В 1921 году из США в Бехеров приезжает православный священник Иоанн Вархол, который по просьбе верующих приезжает отслужить литургию в греко-католической церкви в Ладомировой для большого числа верующих также из деревень Вагринец и Крайне-Черно во время Великого поста. На Пасху церковь была закрыта по приказу греко-католической епископальной канцелярии и охранялась полицией. Паски Иоанн Вархол освятил при храме без служения литургия. В том же году представители православных верующих из Ладомировой, Вагринко и Крайне-Черного Микулаш Бойко, Василь Дукар и тогдашний депутат парламента от Вышнего Свидника Юрай Лажо с подписями верующих за возвращение православия отправляются в Прагу, чтобы навестить тогдашнего президента Масарика. Президент принял их и проявил готовность помочь. В Праге они также посетили архиепископа Савватия (Врабеца), который пообещал найти для них хорошего духовного отца и пастыря.
Этим пастырем стал находившийся в Сербии архимандрит Виталий (Максименко), ранее изгнанный польскими властями из Почаевской лавры. Он приехал в Ладомирову 25 марта 1923 года. Архимандрит Виталий ставил своей целью миссионерскую деятельность по распространению Православия в Пряшевской Руси и, кроме того, создание по поручению Архиерейского Синода РПЦЗ типографии, которая бы продолжила традиции почаевской.
29 октября 1923 года по представлению архимандрита Виталия архиепископ Савватий (Врабец) утвердил образование в Словакии Миссионерского стана и начальником миссии назначил архимандрита Виталия. 21 ноября 1923 года была заложена каменная церковь святого Архангела Михаила. Освящение фундамента совершил епископ Вениамин (Федченков) в сослужении архимандрита Виталия. Строительство церкви по проекту инженера Владимира Леонтьева завершилось через год, освятил её архиепископ Савватий.
В январе 1924 года в Вышнем Свиднике в арендованном помещении на втором этаже над корчмой начала работу монастырская типография. В том же году рядом с Михайловской церковью началась постройка деревянного дома, в котором должна была разместиться миссия и типография. В строительстве участвовал недавно поступивший в братство монах Игнатий (Чокина), первый постриженник из местного населения. Строительство завершилось в 1926, и типография переехала в Ладомирову.
Позднее были возведены большой типографский корпус с домовой церковью, трапезная, экономический корпус, странноприимница и каменная часовня Владимирской иконы Божией Матери на военном кладбище в Ладомировой, где находились братские могилы русских воинов, павших в Мировой войне.
Архиепископ Нафанаил (Львов) позднее писал, что архимандрит Виталий начал работы по основанию типографии с пражскими русскими студентами, «приезжавшими к нему на вакации, по рекомендации епископа Пражского Сергия. Мало, кто удерживался у о. Виталия. Слишком уж суровы были условия жизни».
Большую помощь в основании типографии и православной миссии в Ладомировой оказал Юрий Лажо, бывший в 1920—1924 годы депутатом Чехословацкого парламента, активно защищавший права закарпатских русинов. Он также был устроителем православной церкви Пресвятой Троицы в Вышнем Свиднике. Юрий Лажо сотрудничал с миссией до своей кончины 29 мая 1929 года.
В 1934 году архимандрит Виталий был хиротонисан во епископа и направлен в Нью-Йорк для окормления русских эмигрантов в Америке. Владыка оставил своим заместителем по братии архимандрита Серафима (Иванова).

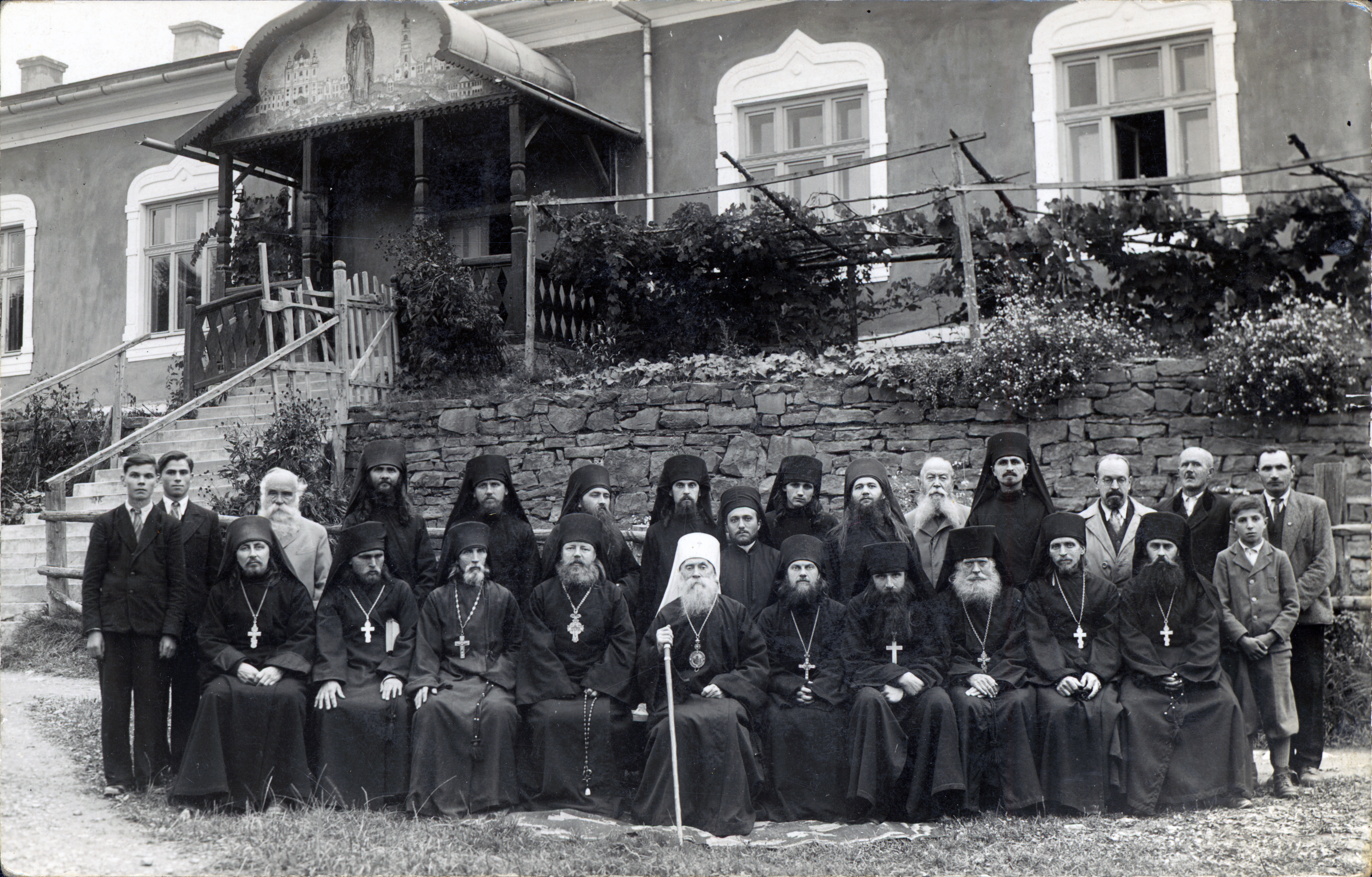
Посещение монастыря Первоиерархом РПЦЗ митрополитом Анастасием. Ладомирова. 1940 г.

В годы Второй мировой войны церковная литература, напечатанная в Ладомировой, распространялась среди верующих от советского Сталинграда до баварского Мюнхена.
Ещё весной 1943 года Берлинский митрополит Серафим (Ляде) отдал распоряжение настоятелю монастыря архимандриту Серафиму (Иванову) «в случае прихода сюда большевиков, взяв с собой главные святыни, всей братии уходить всеми возможными путями», а к весне 1944 года было подготовлено два плана эвакуации, зависевших от скорости вторжения Красной армии в Словакию. Указанием для эвакуации всей обители решено было считать взятие Перемышля, причём настоятель братства и настоятели приходов должны были уходить в последнюю минуту. 20 июля 1944 года в протокол заседания духовного собора обители было записано, что «по добровольному согласию не уходит и остаётся настоятелем обители и приходов игумен Савва», а с ним послушник Афанасий, трудник Лев и некоторые сотрудники Братства из числа мирян. Не едущим выдавали на руки по 2-3 тысячи крон. 16/29 июля в виду взятия Перемышля постановили «всей братии во главе с иером. Иовом в понедельник 18/31 июля покинуть Обитель за исключением о. Нафанаила [Львова] и о. Виталия [Устинова]». Игумену Савве оставляли второй ковчежец с мощами великомученика Пантелеимона и маленький образ прп. Иова Почаевского с частицей его мощей. Однако 30 июля 1944 года духовный собор был созван в отсутствие настоятеля архимандрита Серафима по просьбе о. Саввы, который протестовал против эвакуации почти всего имущества братства, в особенности «чисто церковного, библиотеки и ремней от машины. По настойчивой просьбе о. Саввы постановлено оставить икону Почаевской Божией Матери (оригинал) и отделить маленькую частичку от мощей св. пророка, предтечи крестителя Господня Иоанна». 1 августа иноки отслужили божественную литургию и напутственный молебен и переселилась в заранее подготовленное помещение на окраине Братиславы. Далее путь их лежал в Германию, Швейцарию и США.
15 ноября 1944 года в Ладомирову вошли части Красной армии. Селение сильно пострадало от советских налётов, особенно досталось территории монастыря — от типографского корпуса и прочих зданий остались лишь стены. Погибли четыре печатных станка, двигатель, оборудование для изготовления клише, расплавился шрифт, сгорело огромное количество готовых книг и брошюр. По окончании боевых действий игумен Савва подготовил документ о понесенном обителью ущербе, составившем, согласно его подсчётам, 1 миллион 714 тысяч крон. От монастыря уцелели только храм и дом доктора Подгаецкого, погибло или было расхищено более трёх тысяч томов разных изданий на сумму в 570 тысяч крон. В это время в Владимировой из монастырской братии оставались: игумен Савва, экспедитор Братства монах Вячеслав (Нестеренко) и престарелый послушник Василий Винокуров. Оставшийся игумен Савва (Струве) был назначен администратором в покинутую братией обитель. В 1945 году вернувшийся из неволи архиепископ Мукачевский и Пряшевский Владимир (Раич) возвёл игумена Савву в сан архимандрита и назначил настоятелем фактически не существовавшего уже монастыря. После войны архимандрит Савва вернулся в Ладомирову. Из сооружений монастыря невредимыми остались лишь храм и приёмная для гостей, которую позже жители разобрали и использовали как строительный материал для своих домов. Деревня была опустошена войной. В нашем храме немцы складировали зенитные орудия, а в нынешнем приходе жил немецкий генерал. Стены храма были задымлены от огня, который там разжигали немцы. Монашеская община при Михайло-Архангельском храме прекратила существование в 1946 году, когда архимандрит Савва (Струве) вышел за штат.

## Современность
В Ладомировой остался монастырский храм с небольшим кладбищем, на котором похоронены семеро насельников монастыря. Также сохранился приходской дом. Несмотря на то, что монастырь уже несколько десятилетий не существует, село Ладомирова является значимым местом паломничества православных верующих.
13 сентября 2008 года состоялась официальная встреча епископов Кливлендского Петра (Лукьянова), и Хотинского Мелетия (Егоренко) и членов делегации Русской Зарубежной Церкви с архиепископом Прешовским Иоанном (Голоничем), епископом Комаринским Тихоном (Холлоши) и представителями Прешовской епархии. В ходе встречи, прошедшей в епархиальном управлении, стороны обсудили возможность возрождения монашеской жизни в бывшей ладомировской обители, являющейся ныне приходом Православной Церкви Чешских Земель и Словакии. После этого иерархи и духовенство направились в Ладомирово, где приняли участие в так называемом «отпусте», то есть в паломничестве православных верующих Словакии в Ладомирово.
Православная церковь Чешских земель и Словакии стремится возродить монастырь, однако, как отметил в 2011 году митрополит Христофор, это не удаётся сделать «из-за засилья униатов»: «Мы лишены даже возможности войти в храм, а там, где были монастырские ворота, униаты разводят коз. Тем не менее, мы не оставляем надежды выкупить монастырскую землю и возродить монастырь».

## Настоятели
- 1923—1934 — архимандрит Виталий (Максименко)
- 1934—1944 — архимандрит Серафим (Иванов)
- 1944—1946 — архимандрит Савва (Струве)

## Известные насельники
- 1934—1936 — Алексий (Дехтерёв), архиепископ Виленский и Литовский
- 1935—1937, 1939—1942 — Мефодий (Канчуга), епископ Требишовский
- 1938—1942 — Виталий (Устинов), митрополит, первоиерарх РПЦЗ
- 1941—1944 — Лавр (Шкурла), митропролит, первоиерарх РПЦЗ
- 1932—1944 — Киприан (Пыжов), архимандрит, известный иконописец
- 1939—1944 — Нафанаил (Львов), архиепископ
- 1941—1944 — Сергий (Четвериков), иеросхимонах, духовный писатель